# Austrolimnophila lambi
Austrolimnophila lambi är en tvåvingeart som först beskrevs av Edwards 1923.  Austrolimnophila lambi ingår i släktet Austrolimnophila och familjen småharkrankar. Inga underarter finns listade i Catalogue of Life.